# 鄭文豪
鄭文豪（1990年12月13日—）是台灣棒球選手，位置是投手。出身前金國中、美和中學與國立體育大學，生涯多次當選國手。擅長曲球與變速球。
2012年本入選世界大學棒球錦標賽中華成棒代表隊國手，但由於參賽隊伍數未達最低門檻，而被大專體總取消比賽。

## 外部連結
- 鄭文豪在台灣棒球維基館上的頁面（繁體中文）